# 斯特潘·丘本科
斯特潘·維克托羅維奇·丘本科（羅馬化：Stepan Viktorovych Chubenko；1997年11月11日—2014年7月27日），乌克兰足球运动员，司职守门员，效力于克拉馬托爾斯克阿萬哈爾德足球俱樂部。他因抱有親乌立场而遭到親俄武装分子綁架，遭酷刑後被殘忍枪杀，丘本科當時只有16歲。